# Передвступний договір
Передвступни́й догові́р — договір, укладений 1 грудня 1918 року на станції Фастів між Українською Народньою Республікою й Західно-Українською Народньою Республікою про наступну злуку обох українських держав в одну.

## Зміст договору
1. Західно-Українська Народня Республіка заявляє цим непохитний намір злитись у найкоротшім часі в одну велику державу з Українською Народньою Республікою — значить заявляє свій намір перестати істнувати як окрема держава, а натомісць увійти з усією територією й населенням, як складова частина державної цілости, в Українську Народню Республіку.
2. Українська Народня Республіка заявляє цим рівнож свій непохітний намір злитись у найкоротшім часі в одну державу з Західноукраїнською Народньою Республікою — значить заявляє свій намір прийняти всю територію й населення Західно-Української Народньої Республіки, як складову частину державної цілости, в Українську Народню Республіку.
3. Правительства обох Республік уважають зв'язаними повищими заявами, то значить: уважають себе посполу зобов'язаними цю державну злуку можливо в найкоротшім часі перевести в діло так, щоби в можливо найкоротшім часі обі держави утворили справді одну неподільну державну одиницю.
4. Західно-Українська Народня Республіка з огляду на витворені історичними обставинами, окремими правними інституціями та культурними й соціальними ріжницями окремішності життя на своїй території й її населення, як будучій частині неподільної Української Народньої Республіки, дістає територіяльну автономію, которої межі означить у хвилі реалізації злуки обох Республік в одну державну цілість окрема спільна комісія за ратифікацію її рішень компетентними законодатними й правительственними державними органами обох Республік, Тоді також установлені будуть детальні условини злуки обох держав.
5. Договір цей, списаний у двох примірниках, як двох окремих оригіналах, призначених по одному для правительств кожної з обох держав, може бути опублікований за згодою обох правительств, т.є. Директорії Української Народньої Республіки й Ради Державних Секретарів Західно-Української Народньої Республіки.
Директорія Української Народньої Республіки: В. Винниченко, O. Андрієвський, Ф. Швець
Отаман Українських Республіканських військ С. Петлюра
Повновласники Ради Державних Секретарів Західно-Української Народньої Республіки: д-р Льонгін Цегельський, д-р Дмитро Левицький